# NGC 1206
NGC 1206 (други обозначения – NPM1G -09.0143, PGC 11644) е елиптична галактика (E) в съзвездието Еридан.
Обектът присъства в оригиналната редакция на „Нов общ каталог“.